# Крістіан Жоост-Гож'є
Крістіан Жоост-Гож'є (англ. Christiane L. Joost-Gaugier; нар. 1934) — американська мистецтвознавиця французького походження, дослідження якої включають роботи з мистецтва Італійського Ренесансу та впливу Піфагора на мистецтво та філософію Середніх віків та епохи Відродження. Вона також відома колективним позовом проти американського університету через дискримінацію жіночого персоналу.

## Освіта й кар'єра
Крістіан Жоост-Гож'є народилася 1934 року у Франції. Вона закінчила коледж Редкліфф у 1955 році та здобула там ступінь магістра у 1959 році. На початку 1960-х вона викладала в університеті штату Мічиган, а наприкінці 1960-х приєдналася до факультету університету Тафтса, працюючи над своєю докторською із філософії в Гарвардському університеті, який вона закінчила в 1973 році. У 1972 році вона ініціювала колективний позов проти університету за дискримінацію за статтю, яка надає перевагу чоловікам з нижчою кваліфікацією в оплаті праці та просуванні по службі. Справу розглянула Комісія з рівних можливостей працевлаштування, і, зрештою, вирішила справу на користь Жоост-Гож'є. Ця справа в середині 1980-х років стала значним правовим прецедентом. Однак внаслідок цього Жоост-Гож'є піддали «переслідуванню та остракізму з боку її ж університету» та «повсюдно цькували».
Вона працювала в університеті штату Нью-Мехіко, університеті Нью-Мексико та університеті штату Вейн, де вона стала професоркою і завідувачкою кафедри. Вийшовши на пенсію зі званням почесної професорки в університеті Нью-Мексико, вона продовжує працювати на факультеті за сумісництвом в університеті Джорджа Вашингтона в Коркоранській школі мистецтв і дизайну.

## Книги
Серед книг Жоост-Гож'є:
- Jacopo Bellini, Selected Drawings (1982)
- Raphael's Stanza della Segnatura: Meaning and Invention (2002)[7]
- Measuring Heaven: Pythagoras and his Influence on Thought and Art in Antiquity and the Middle Ages (2006; translated into Italian, 2008)[8]
- Pythagoras and Renaissance Europe: Finding Heaven (2009)[9]
- Italian Renaissance Art: Understanding its Meaning (2013)
- Islamic Elements in the Architecture of Puglia (2019)[10]

## Виноски
1. ↑  Deutsche Nationalbibliothek Record #140380140 // Gemeinsame Normdatei — 2012—2016.
2. 1 2 3  Чеська національна авторитетна база даних
3. ↑  CONOR.Sl
4. 1 2 3 4 5 6  Love, Barbara J., ред. (2006), Joost-Gaugier, Christiane L. (1934–), Feminists Who Changed America, 1963–1975, University of Illinois Press, с. 241
5. 1 2 3  Christiane L. Joost-Gaugier, Part-time faculty, Corcoran School of the Arts and Design, архів оригіналу за 23 квітня 2022, процитовано 20 травня 2022
6. 1 2 3 4  Sex Discrimination and Sexual Harassment, Research Guides, Schlesinger Library on the History of Women in America, Harvard University, процитовано 20 травня 2022
7. ↑  Reviews of Raphael's Stanza della Segnatura:
  - Hoeniger, Cathleen (Winter 2003), Renaissance Quarterly, 56 (4): 1199—1200, doi:10.2307/1262009, JSTOR 1262009{{citation}}:  Обслуговування CS1: Сторінки з неназвною переіодикою (посилання)
  - Neher, Gabriele (Summer 2003), The Sixteenth Century Journal, 34 (2): 495—497, doi:10.2307/20061440, JSTOR 20061440{{citation}}:  Обслуговування CS1: Сторінки з неназвною переіодикою (посилання)
  - Pfeiffer, Heinrich (October 2007), The Catholic Historical Review, 93 (4): 941—942, doi:10.1353/cat.2007.0421, JSTOR 25027215{{citation}}:  Обслуговування CS1: Сторінки з неназвною переіодикою (посилання)
  - Pfisterer, Ulrich (11 грудня 2003), Rezension, ArtHist.net (нім.), doi:10.5282/UBM/EPUB.26803
8. ↑  Reviews of Measuring Heaven:
  - Browning, Eve A. (2007), Review, Bryn Mawr Classical Review (2007.02.43)
  - Celenza, Christopher S. (June 2007), Isis, 98 (2): 376—377, doi:10.1086/521448, JSTOR 10.1086/521448{{citation}}:  Обслуговування CS1: Сторінки з неназвною переіодикою (посилання)
  - Gavaler, Chris (Fall 2006), The Virginia Quarterly Review, 82 (4): 267—268, JSTOR 26444638{{citation}}:  Обслуговування CS1: Сторінки з неназвною переіодикою (посилання)
  - Gersh, Stephen (April 2008), Speculum, 83 (2): 444—445, JSTOR 20466246{{citation}}:  Обслуговування CS1: Сторінки з неназвною переіодикою (посилання)
  - Knobloch, Eberhard, zbMATH, Zbl 1188.00010{{citation}}:  Обслуговування CS1: Сторінки з неназвною переіодикою (посилання)
9. ↑  Reviews of Pythagoras and Renaissance Europe:
  - Allen, Michael J. B. (Spring 2013), Renaissance Quarterly, 66 (1): 225—227, doi:10.1086/670443, JSTOR 10.1086/670443{{citation}}:  Обслуговування CS1: Сторінки з неназвною переіодикою (посилання)
  - Bell, Rudolph M. (February 2011), History: Reviews of New Books, 39 (2): 53—54, doi:10.1080/03612759.2011.536706{{citation}}:  Обслуговування CS1: Сторінки з неназвною переіодикою (посилання)
  - Giovannozzi, Delfina (2011), Bruniana & Campanelliana, 17 (2): 599—601, JSTOR 24337653{{citation}}:  Обслуговування CS1: Сторінки з неназвною переіодикою (посилання)
  - Knobloch, Eberhard (December 2010), Isis, 101 (4): 869, doi:10.1086/659676, JSTOR 10.1086/659676{{citation}}:  Обслуговування CS1: Сторінки з неназвною переіодикою (посилання); see also shorter review by Knobloch, Zbl 1187.01016
  - Peterson, Mark A. (2012), The Mathematical Intelligencer, 34 (4): 68—70, doi:10.1007/s00283-012-9311-2, MR 3059854{{citation}}:  Обслуговування CS1: Сторінки з неназвною переіодикою (посилання)
  - Smith, Christine (March 2011), Journal of the Society of Architectural Historians, 70 (1): 118—119, doi:10.1525/jsah.2011.70.1.118, JSTOR 10.1525/jsah.2011.70.1.118{{citation}}:  Обслуговування CS1: Сторінки з неназвною переіодикою (посилання)
10. ↑  Reviews of Islamic Elements in the Architecture of Puglia:
  - Fontana, Maria Vittoria (2022), 21: Inquiries into Art, History, and the Visual, 3 (1): 279—288, doi:10.11588/XXI.2022.1.87269{{citation}}:  Обслуговування CS1: Сторінки з неназвною переіодикою (посилання)
  - Rabbat, Nasser (December 2020), Journal of the Society of Architectural Historians, 79 (4): 481—482, doi:10.1525/jsah.2020.79.4.481{{citation}}:  Обслуговування CS1: Сторінки з неназвною переіодикою (посилання)